# Temple protestant de Segonzac
Le temple protestant de Segonzac est un lieu de culte situé à Segonzac, en Charente. La paroisse du Cognaçais, qui gère également le temple de Cognac et le temple de Jarnac est membre de l'Église protestante unie de France. Élevé en 1864, c'est un des plus imposants de la région.

## Histoire

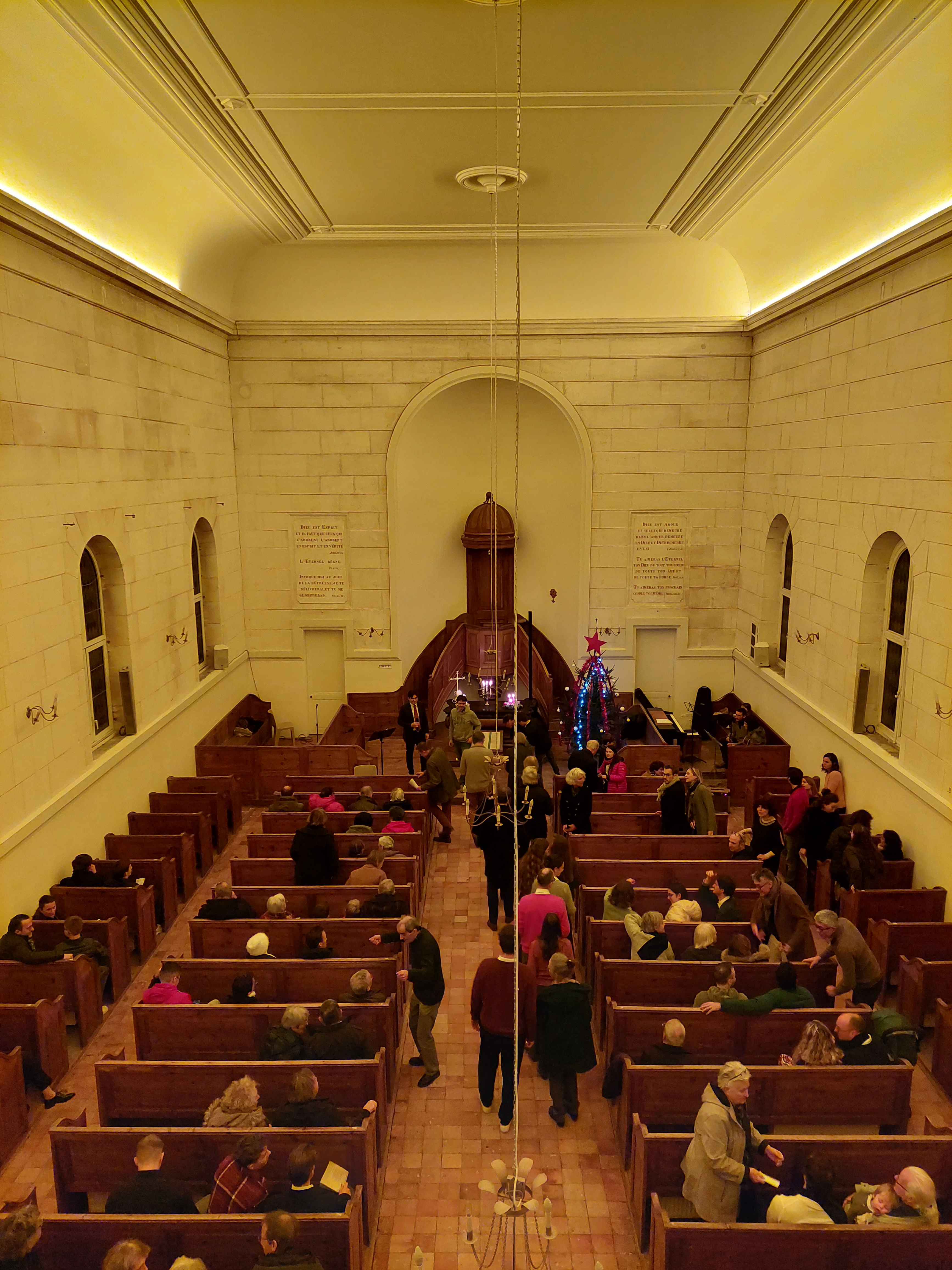
Nef du temple de Segonzac depuis la tribune, veillée de Noël.

Segonzac est un des premiers centres du protestantisme en Angoumois. Son église réformée est dressé en 1558 par le pasteur François Gabarre, en même temps que celle de Cognac. Après la bataille de Jarnac en 1569, une compagnie protestante, commandée par Montgomery, y est défaite par les troupes du comte de Brissac. 
Après avoir célébré des cultes dans l'église catholique Saint-Pierre, les protestants élèvent un temple en 1607. Il est rasé en 1662, avec la reprise des persécutions. Les protestants se réunissent au Désert après la révocation de l'édit de Nantes (1685), comme à la Combe des Loges. Un détachement de dragons (auteurs des dragonnades contre les protestants) vient en 1711 établir ses quartiers d'hiver à Segonzac.
En 1864, l'architecte cognaçais Alphonse Deménieux dresse les plans d'un nouveau temple. Il est construit par l'entreprise Caillaud père et fils, d'Angoulême. Il est inauguré en 1866 par le pasteur de Jarnac. 
En 1998, il est inscrit aux monuments historiques.

## Architecture
L'édifice est à plan rectangulaire allongé de 25 m de long par 12 m de large, en pierre de taille. Le fronton est orné d'une Bible en bas-relief, symbole traditionnel des temples réformés, sur laquelle est gravé un verset de l'évangile selon Matthieu : « Evang. S. Matth. XXIV. 35. Les cieux et la Terre passeront, mes paroles ne passeront point. ».
À l'intérieur, la nef est organisée avec deux rangées de bancs en bois. La table de communion avec des boiseries, des décors floraux et une plaque de marbre est signée Titeux, Jarnac, 1868. La chaire est inscrite dans un cul-de-four, avec deux escaliers symétriques. Elle est surmontée d'un abat-voix couronné d'un dôme à arêtiers.
Sur le mur de fond sont inscrit des versets sur deux plaques de part et d'autre de la chaire, ainsi qu'au-deux autres au-dessus de la porte d'entrée, dans le vestibule sous l'estrade.

« * Dieu est Amour et celui qui demeure dans l'amour, demeure en Dieu et Dieu demeure en lui. I Jean IV, 16.
- Tu aimeras l'Eternel ton Dieu de tout ton coeur de toute ton âme et de toute ta force. Deut. VI, 5
- Tu aimeras ton prochain comme toi-même. Matth. XIX, 37
- Dieu est Esprit et il faut que ceux qui l'adore l'adorent en esprit et en vérité Jean IV, 24
- L'Eternel règne. Ps. XCIII, 1
- Invoque-moi au jour de la détresse, je te délivrerai, et tu me glorifieras. Ps. L, 15
- Ma maison (dit Jésus-Christ) sera appelé une maison de prière. (Matth. XXI, 13)
- Entrez dans les portes de l'Eternel avec des actions de grâces, dans ses parvis avec la louange, célébrez-le, bénissez son nom. Ps. C, 4. »